# Небојша Вигњевић
Небојша Вигњевић (Београд, 15. мај 1968) српски је фудбалски тренер и бивши фудбалер.

## Каријера
Вигњевић је прошао кроз млађе категорије Партизана, али није успео да наступи у првом тиму. Касније је играо за нижелигаша Раковицу. Фудбалску афирмацију је стекао у Раду са Бањице, за који је наступао у два наврата (1991–1995, 1997–1999). Касније је Вигњевић играо за Торонто линкс у УСЛ А-лиги. У Мађарској је играо за фудбалски клуб Татабања.
Након завршетка играчке каријере, био је тренер неколико српских клубова: Хајдук Кула, Рад и Војводина. Раније је провео неко време у црногорским прволигашама Грбаљ и Рудар Пљевља.
У октобру 2013. године, Вигњевић је постављен за тренера мађарског клуба Ујпешт из Будимпеште. Са клубом је остварио успехе и освојио два пута Куп Мађарске, 2014. и 2018. године. Дана 1. јуна 2020. смењен је после два узастопна пораза, а на његово место је постављен други српски тренер Предраг Роган.

## Успеси
Рудар Пљевља
- Прва лига Црне Горе: 2009/10.
- Куп Црне Горе: 2009/10, 2010/11.

Ујпешт
- Куп Мађарске: 2013/14, 2017/18.
- Суперкуп Мађарске: 2014.